# Караль
Караль (также Караль-Супе) — руины древнего крупного поселения в долине реки Супе на территории нынешнего Перу (провинция Барранка); находится примерно в 150 км на северо-запад от Лимы. 
Относится к культуре Норте-Чико, был заселён в период приблизительно с 2600 по 2000 год до нашей эры и занимал площадь более чем 60 гектар.
Считается древнейшим известным городом Америки и наиболее хорошо изученным поселением упомянутой цивилизации.
28 июня 2009 года внесён ЮНЕСКО в список Всемирного наследия, как исключительно хорошо сохранившийся пример архитектуры и городского планирования древней перуанской цивилизации позднего архаического периода.

## Описание
Долина реки Супе тянется в восточном направлении от побережья Тихого океана к Андам. В течение многих лет наиболее известным археологическим местом в регионе был город Асперо, расположенный близко к побережью. Датировка Асперо была проведена в 1970-х годах, и он был отнесён к третьему тысячелетию до н. э. 
С момента открытия археологами Караля, в 1949 году, его возраст оставался загадкой. Караль является одним из 18 археологических мест в этой долине (на площади 90 км²), где были найдены остатки монументальной архитектуры, то есть сооружения крупнее жилищ; все они имеют значительное сходство с Каралем и содержат небольшие платформы или каменные круги. Обычно подобные структуры относились к цивилизациям после 1500 года до н. э., однако в 2001 году методами радиоуглеродного анализа тростниковых волокон из плетёных сумок, найденных при раскопках, было доказано, что город существовал приблизительно в период между 2600 и 2000 годами до н. э. Тем не менее, возраст старейших археологических находок ещё с точностью не установлен, поэтому на деле город может оказаться ещё старше. Общее количество населения долины Супе во времена существования Караля могло достигать 20 тыс. человек.

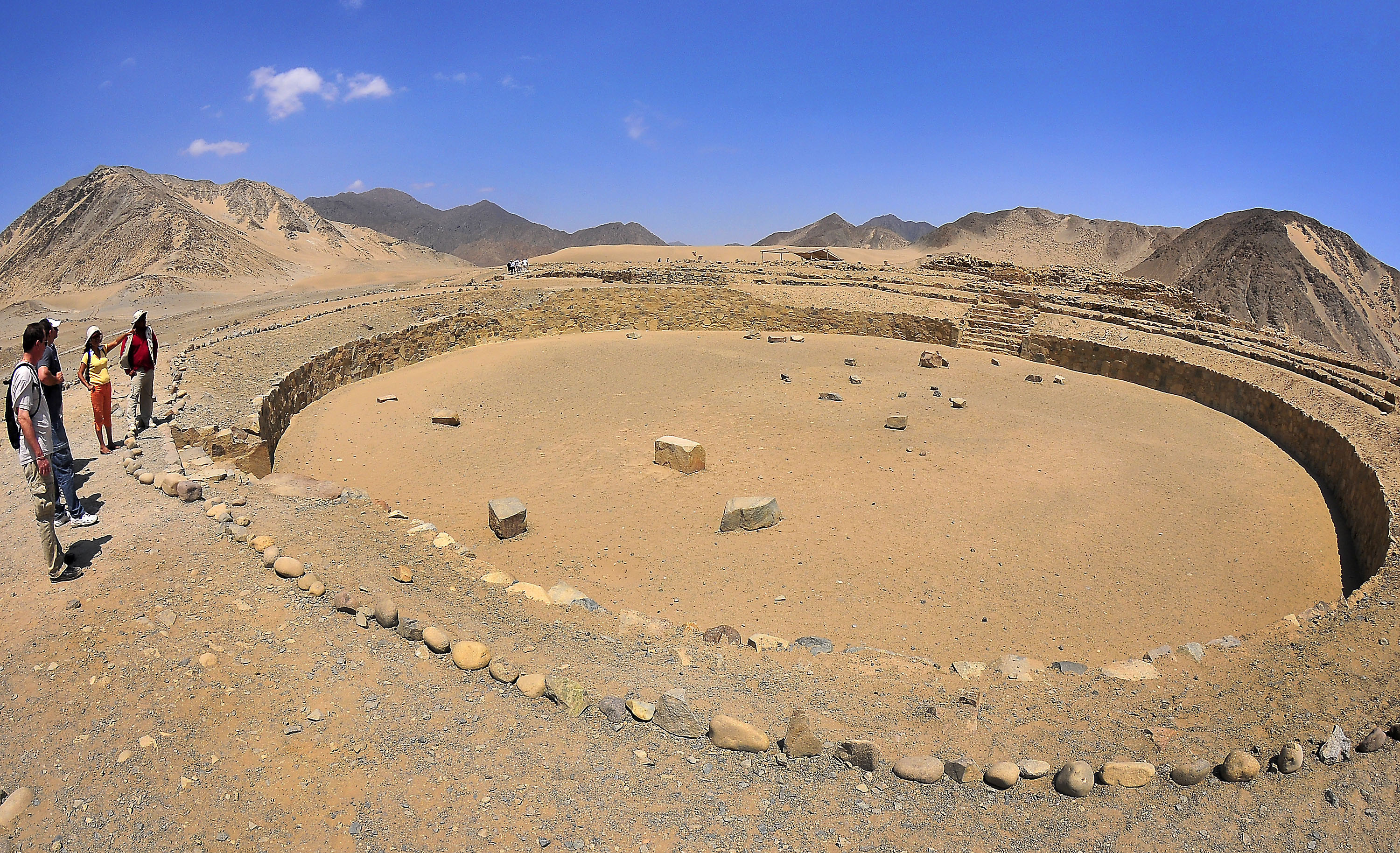
«Утопленная» площадь

Караль расположен на пустынной террасе над зелёной долиной реки Супе в 23 км от побережья и занимает площадь более чем 66 га. Имел население, по оценкам, около 3 тыс. человек. 
Обширный комплекс строений включает в себя 6 пирамид, стоящих вокруг площади, остатки амфитеатра и жилые районы элиты. Городской комплекс Караля имеет площадь 607 000 м² и включает в себя площади и жилые здания. В Карале находятся крупнейшие строения среди городов долины, такие как Пирамиде-Майор — строение на платформе площадью почти с четыре футбольных поля и высотой в 18 м. 
Караль был крупным мегаполисом приблизительно в ту же эпоху, когда были возведены крупнейшие египетские пирамиды; считается, что Караль стал своего рода «моделью» городского дизайна для всех последующих андских цивилизаций, а его изучение может дать ответы на множество вопросов, связанных с основанием и развитием первых андских городов.
Жители Караля с помощью ирригации выращивали различные культуры, среди которых, правда, не было злаков. Объём планирования и работ, необходимый для создания ирригационных систем и города, показывает, что Караль был государством с сильным правительством. Примечательно, что в Карале не было обнаружено оружия или оборонительных сооружений, что может указывать на отсутствие войн.

## Раскопки

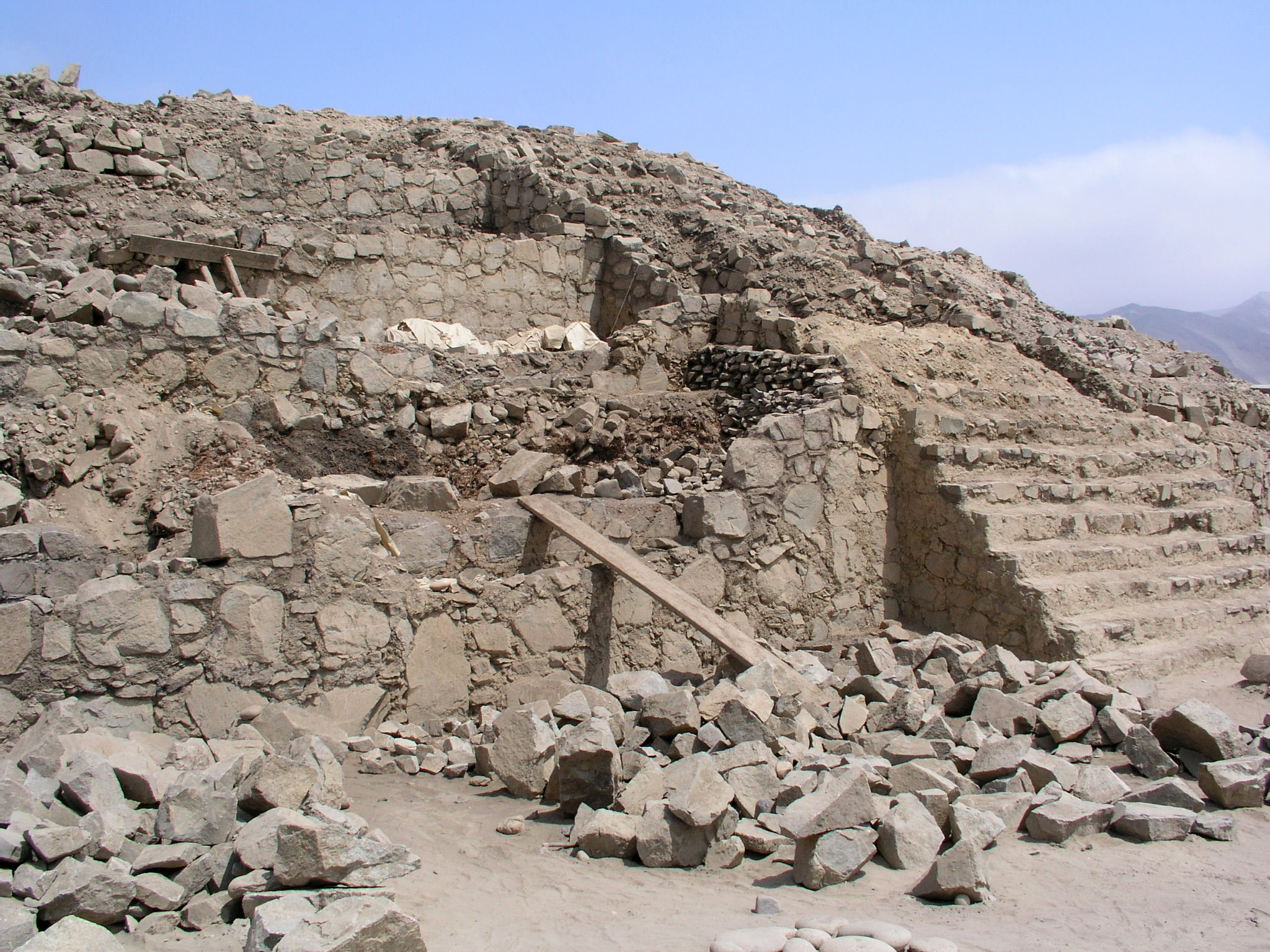
Ступени пирамиды

Исследования и раскопки на территории древнего города ведутся с начала XX века и продолжаются до сих пор.
В 1905 году археолог Макс Уле исследовал древний город Асперо, расположенный ближе к побережью, примерно в 23 км от Караля. Хулио Тельо проводил раскопки там же в 1937 году, однако нет точных доказательств того, что кто-либо из них посещал руины Караля. В связи с этим датой его открытия считается 1949 год, когда Караль был обнаружен американским путешественником Полом Косоком и археологом Ричардом Шеделем.
В 1975 году руины посетил перуанский архитектор Карлос Уильямс, проводивший там исследования древней архитектуры и по итогам своей работы опубликовавший книгу и несколько статей. 
В 1979 году в Карале работал французский археолог Фредерик Эндель, который высказал предположение, что Караль был построен до 1800 года до н. э. 
В 1994 и 1996 годах раскопки в Карале проводила археолог Рут Шейди.
Среди археологических находок на его территории отсутствуют образцы оружия или элементы фортификационных сооружений, зато обнаружены кипу (относительно кипу в научной среде до сих пор ведутся споры, действительно ли найденные в Карале артефакты являются ими, но если это так, то будет доказано намного более раннее существование этого узелкового письма, нежели считалось ранее) и древние музыкальные инструменты: 32 флейты из костей пеликанов и кондоров, а также 37 рожков из костей оленей и лам. 
На территории Караля также были найдены большие плетёные сумки, с помощью которых, как предполагается, перетаскивались камни для строительства пирамид. 
Также могила ребёнка с ожерельем из каменных бусинок.
Найденные в Карале артефакты позволяют сделать выводы, что местные жители употребляли в пищу авокадо, зелёные бобы, тыкву, сладкий картофель, красный перец, кукурузу, а также морскую рыбу, получаемую, вероятно, в результате торговых отношений. Они также, как предполагается, выращивали хлопчатник и, возможно, употребляли коку.